# 1848 in Italia

## Avvenimenti
- 1 gennaio: sommosse a Milano (sotto il controllo austriaco) per protestare contro l'aumento del monopolio statale del tabacco[1].
- 12 gennaio: Palermo si ribella ai Borboni e ristabilisce la Costituzione del 1812. Inizio della Rivoluzione indipendentista siciliana del 1848[2].
- 25 gennaio: manifestazioni a Napoli. Ferdinando II promette una Costituzione con il proclama del 29 gennaio[3]. La costituzione è promulguata l'11 febbraio[4].

- Febbraio: il movimento per la costituzione si estende in Piemonte. L'8 e l'11 febbraio, Carlo Alberto di Sardegna e Leopoldo II di Toscana promettono a loro volta una costituzione, promulgate entrambe nel marzo del 1848[3].
- 17 febbraio: regia patente con cui Carlo Alberto concede tutti i diritti civili e politici ai sudditi di confessione Valdese[5]. Gli stessi diritti saranno consessi ai sudditi di religione ebraica il 29 marzo[6].

- 4 marzo: Carlo Alberto, re di Sardegna, emana la costituzione per il Regno di Sardegna, lo Statuto[4][7] che adotta la bandiera tricolore del 1796.

- 14 marzo: il papa concede una costituzione ai suoi Stati[4].

- 15 marzo: inizio del governo Balbo, primo governo costituzionale del Regno di Sardegna.

- 17 marzo: rivoluzione a Venezia[8].

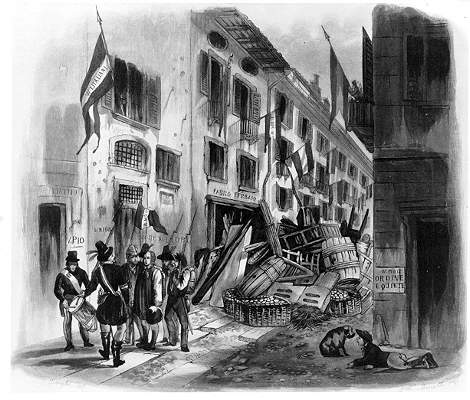
18-22 marzo: le cinque giornate di Milano

- 18-22 marzo: cinque giornate di Milano. Le truppe austriache del generale Radetzky si ritirano[1].

- 18-21 marzo: Le quattro giornate di Monza. Anche a Monza scoppia un'insurrezione armata, che libera la città dal dominio austriaco[9].

- 22 marzo: proclamazione della repubblica di San Marco a Venezia da parte di Daniele Manin e Niccolò Tommaseo. Il comandante militare Ferdinánd Zichy capitola e le truppe croate lasciano la città[10].
- 23 marzo: re Carlo Alberto di Sardegna dichiara guerra all'Austria, dando inizio ella Prima guerra d'indipendenza italiana[11].
- 29 marzo: il grosso delle truppe piemontesi passano il Ticino ed entra in Lombardia[11]. Fuggono il duca di Parma e quello di Modena. Mazzini e Garibaldi decidono di collaborare con il movimento. L'opinione pubblica costringe i principi italiani ad inviare contingenti in supporto dei piemontesi.
- 11 aprile: le truppe piemontesi passano il Mincio[11].
- 29 aprile: il papa si rifiuta d’inviare delle truppe, poi deve acconsentire[12].

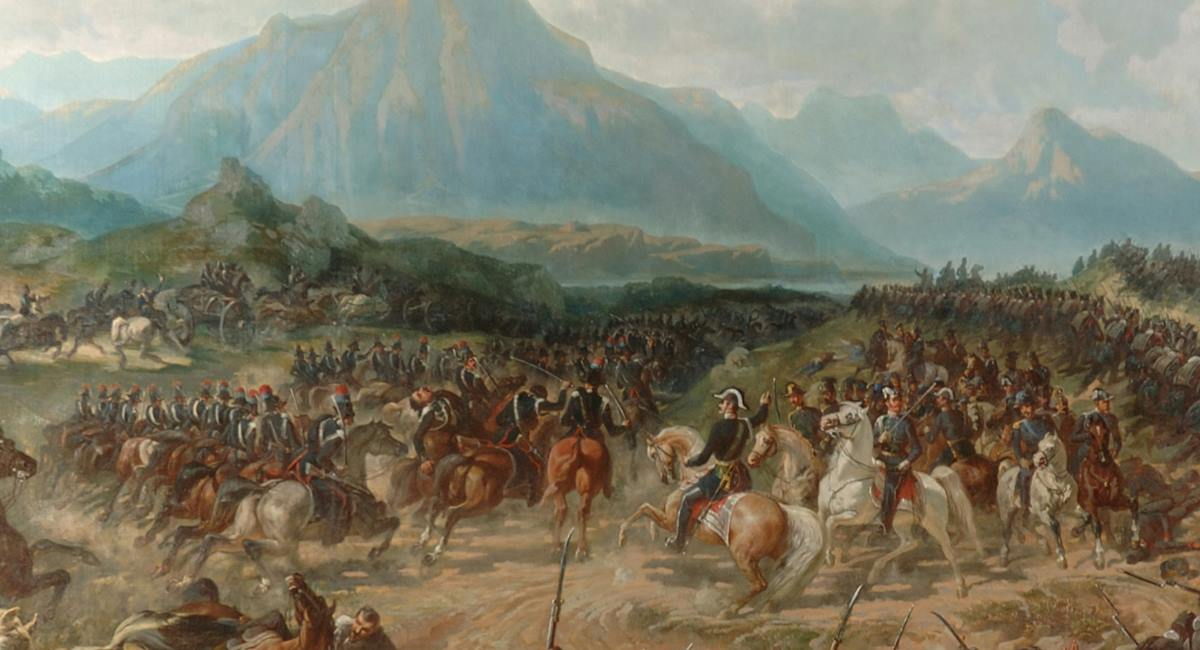
30 aprile: Battaglia di Pastrengo

- 30 aprile: vittoria piemontese alla battaglia di Pastrengo[11].

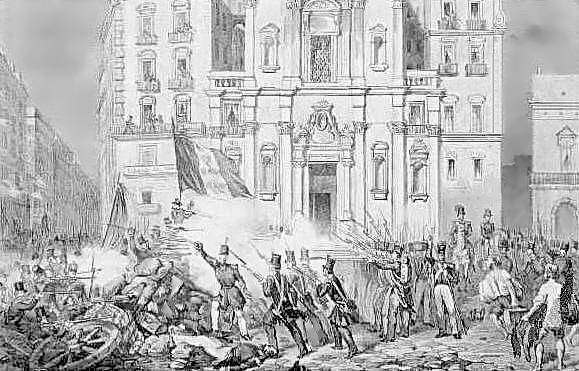
Il 15 maggio a Napoli

- maggio: si svolgono le elezioni per eleggere i componenti del Consiglio dei deputati dello stato pontificio.
- 15 maggio: Ferdinando II, per paura dei radicali e dei disordini decide di sciogliere il Parlamento. La rivoluzione di Napoli è soffocata nel sangue[13].
- 22 maggio: Ferdinando II richiama le truppe di Guglielmo Pepe, che non obbedisce[14].
- 29 maggio: la Lombardia, Modena, Parma e Piacenza si esprimono per la fusione con il Piemonte[15].

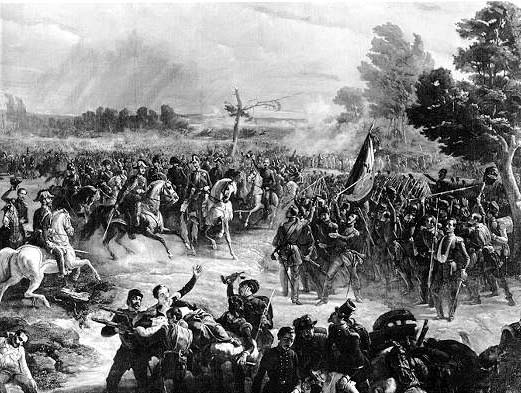
30 maggio: Battaglia di Goito

- 30 maggio: le truppe piemontesi sono vittoriose nella battaglia di Goito[11]. Carlo Alberto rifiutando ogni aiuto da parte dei volontari lombardi, delle milizie garibaldine e delle truppe alleate, rimane isolato.
- 3 luglio: seduta dell'assemblea veneziana; il giorno dopo si dichiara favorevole all'annessione del Veneto al Piemonte[16].
- 10 luglio: promulgazione dello Statuto Fondamentale del Regno di Sicilia, ispirato alla Costituzione spagnola del 1812. Gli insorti siciliani offrono la corona al secondo figlio di Carlo Alberto, il duca di Genova[17].
- 25 luglio: vittoria delle truppe austriache e tirolesi de Radetzky sugli insorti lombardi e sui piemontesi di Carlo Alberto di Savoia alla battaglia di Custoza[11].
- 6 agosto: gli austriaci rientrano a Milano[18].
- 9 agosto: Carlo Alberto è contrario ad accettare l’armistizio Salasco, firmato dal generale Salasco, e si ritira nei suoi Stati[18].
- 11 agosto: la Repubblica è di nuovo proclamata a Venezia da Daniele Manin all’annuncio dell’armistizio Salasco[19].
- 26 agosto: gli ultimi insorti italiani guidati da Garibaldi vengono sconfitti in uno scontro presso Morazzone, in Lombardia. Garibaldi passa in Svizzera[20].
- 6 settembre: attacco di Messina da parte delle truppe napoletane condotte da Filangieri; la città è bombardata e poi presa dopo quattro giorni di combattimenti[21]. Ferdinando II guadagna il soprannome di Re Bomba. Inizia la riconquista della Sicilia in rivolta.
- 16 ottobre: una insurrezione a Firenze impone un governo democratico guidato da Montanelli e Guerrazzi[22]. Mentre Montanelli propone di convocare un'Assemblea Costituente italiana, Leopoldo II di Toscana abbandona la Toscana per rifugiarsi Gaeta.

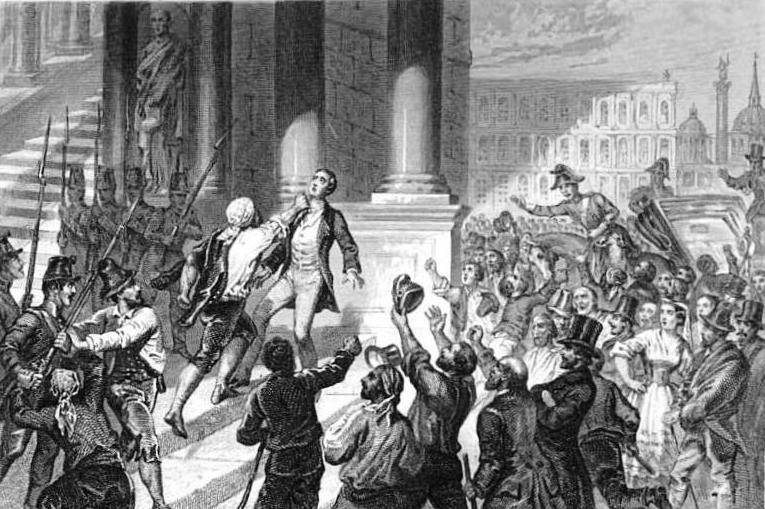
Assassinio di Pellegrino Rossi.

- 15 novembre: a Roma, l'assassinio del ministro di Pio IX, Pellegrino Rossi durante l'apertura delle Camere, scatena la rivolta dei democratici[22].
- 24 novembre: costretto a formare un ministero democratico, Pio IX fugge anche lui a Gaeta da dove annulla tutte le decisioni prese dal nuovo ministero[23]. Un'Assemblea Costituente proclama la fine del potere temporale e una Repubblica Romana guidata da un triumvirato (Aurelio Saffi, Carlo Armellini, Giuseppe Mazzini)[22].
- 16 dicembre: in Piemonte, dove Carlo Alberto è accusato di aver privilegiato gli interessi dinastici sugli interessi italiani e di aver condotto una guerra disastrosa, Gioberti forma un governo con il democratico Rattazzi agli Interni. Il suo programma: ottenere l'indipendenza dell'Italia con la forza delle armi non appena le circostanze lo permetteranno, formare una confederazione, elevare il livello delle classi più svantaggiate[24].
- 30 dicembre: scioglimento della Camera del Regno di Sardegna. I mazziniani sono vittoriosi alle elezioni del 15 e 22 gennaio 1849[25]. Vogliono la ripresa immediata della guerra e la creazione di un'Italia una e indivisibile. Gioberti si deve dimettere (21 febbraio 1849).

### Politica
- 15 marzo: Inizio del governo Balbo.
- 18 marzo: Inizio del governo provvisorio di Milano, che governa la città di Milano per 5 giorni.
- 4 maggio: inizia la I legislatura del Regno di Sardegna.
- 27 luglio: inizio del governo Casati.
- 15 agosto: inizio del governo Alfieri.
- 11 ottobre: inizio del governo Perrone.
- 16 dicembre: inizio del governo Gioberti

## Cultura

### Opere create nel 1848
- 25 ottobre: Il corsaro, melodramma tragico di Giuseppe Verdi, che debutta al Teatro Grande di Trieste.
- 30 novembre: debutto della versione italiana del Poliuto, opera seria tre atti di Gaetano Donizetti, su libretto di Salvatore Cammarano, tratta dalla tragedia Polyeucte di Pierre Corneille, al Teatro San Carlo di Napoli, dopo la morte del compositorr[26]. Composta nel 1838 e vietata dalla censura napoletana, l'opera era stata tradotta in francesa da Eugène Scribe con il titolo Les Martyrs (opera in 4 atti) e presentata in questa versione all'Opéra de Paris il 10 aprile 1840[26].

## Nati nel 1848
- 7 gennaio: Arrigo Tamassia, medico; sarà nominato senatore del regno il 4 aprile 1909  († 29 ottobre 1917)
- 1º aprile: Giulia Turco Turcati Lazzari,  scrittrice († 3 agosto 1912)
- 15 maggio: Onorato Carlandi, pittore, uno del XXV della campagna romana. († 11 aprile 1939)

## Morti nel 1848
- 8 aprile: Gaetano Donizetti, 50 anni, prolifico compositore esponente della musica romantica, con un repertorio vario, dalla musica sacra, a brani per quartetto d'archi e di composizioni orchestrali, ma soprattutto celebre per le sue opere liriche. (° 29 novembre 1797)
- 5 agosto: Nicola Vaccai, 58 anni, compositore, ultimo rappresentante della Scuola musicale napoletana, autore di opere (17), di diverse composizioni di musica sacra, di cantate e di quattro balletti[27]. (° 15 marzo 1790)
- 6 agosto: Clementina Gandolfi, 53 anni, pittrice barocca, una delle ultime repprésentanti della scuola bolognese. (° 1795)